# Spiegelakte
Eine Spiegelakte ist eine Kopie einer physischen Akte. 
Vor allem Unternehmen (z. B. Banken) oder Behörden, die an mehreren Standorten tätig sind und (noch) nicht über digitalisierte Versionen der Unterlagen verfügen, erstellen Kopien der ursprünglichen Akte, um diese parallel an den relevanten Standorten vorzuhalten.
Der Vorteil besteht darin, dass mehrere Mitarbeiter oder Abteilungen gleichzeitig mit den Unterlagen arbeiten können.
Ein Nachteil ist, dass durch dieses Vorgehen ein hoher Aufwand in der Verwaltung und Organisation der Akten entsteht. Zudem wächst der administrative Aufwand, wenn Änderungen an der Akte vollzogen werden. 
Eine Lösung dieses Nachteils kann sein, alle Unterlagen zu digitalisieren und in einem Dokumentenmanagementsystem unterzubringen. So verfügen alle Mitarbeiter zu jeder Zeit über die jeweils aktuelle Version der Akte.